# Centauri Montes
Centauri Montes és una serralada del planeta Mart, situada al voltant de les coordenades 39.2º S 95.9º I, al quadrangle Hellas. Té uns 270 km de diàmetre.
Va ser identificat per primera vegada a partir del contrast de brillantor/foscor dels senyals d'albedo fotografiades per Eugène Antoniadi i va rebre el seu nom segons la nomenclatura estàndard per als accidents geogràfics de Mart.

## Característiques

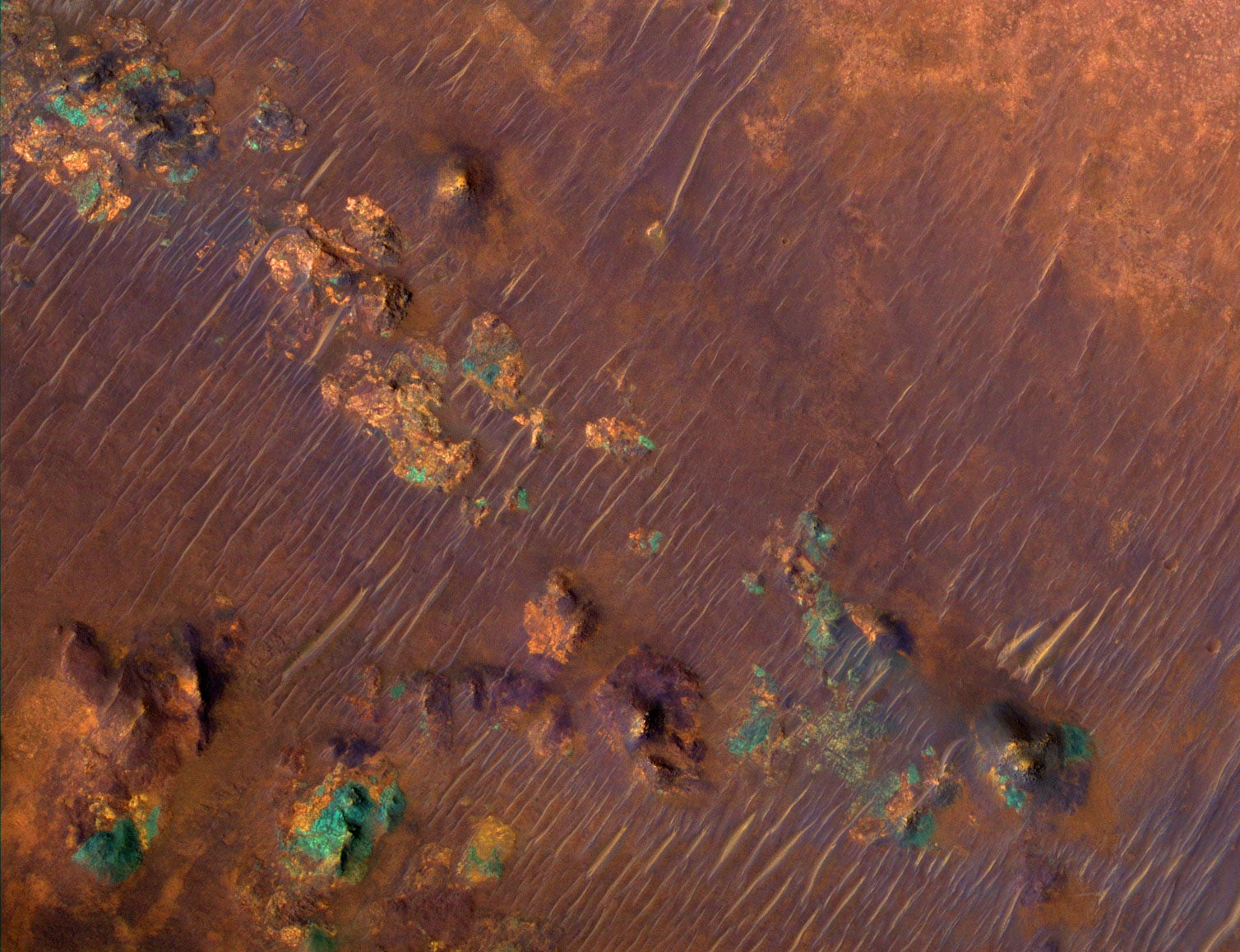
Imatge en fals color

Posteriorment va ser fotografiat (24 de març de 2007) per la sonda Mars Reconnaissance Orbiter com a part d'una campanya per localitzar llocs d'aterratge apropiats per a la sonda Mars Science Laboratory rover, que té prevista la seva arribada a 2009. La imatge en fals color és una composició de diverses imatges, a la zona infraroja, vermella i blava de l'espectre i cobreix una àrea d'un quilòmetre quadrat. Mostra terrenys  argilosos (marró i taronja), zones  basàltiques (porpra) i creixements rocosos rics en piroxè (blau-verdós).

## Presència d'aigua

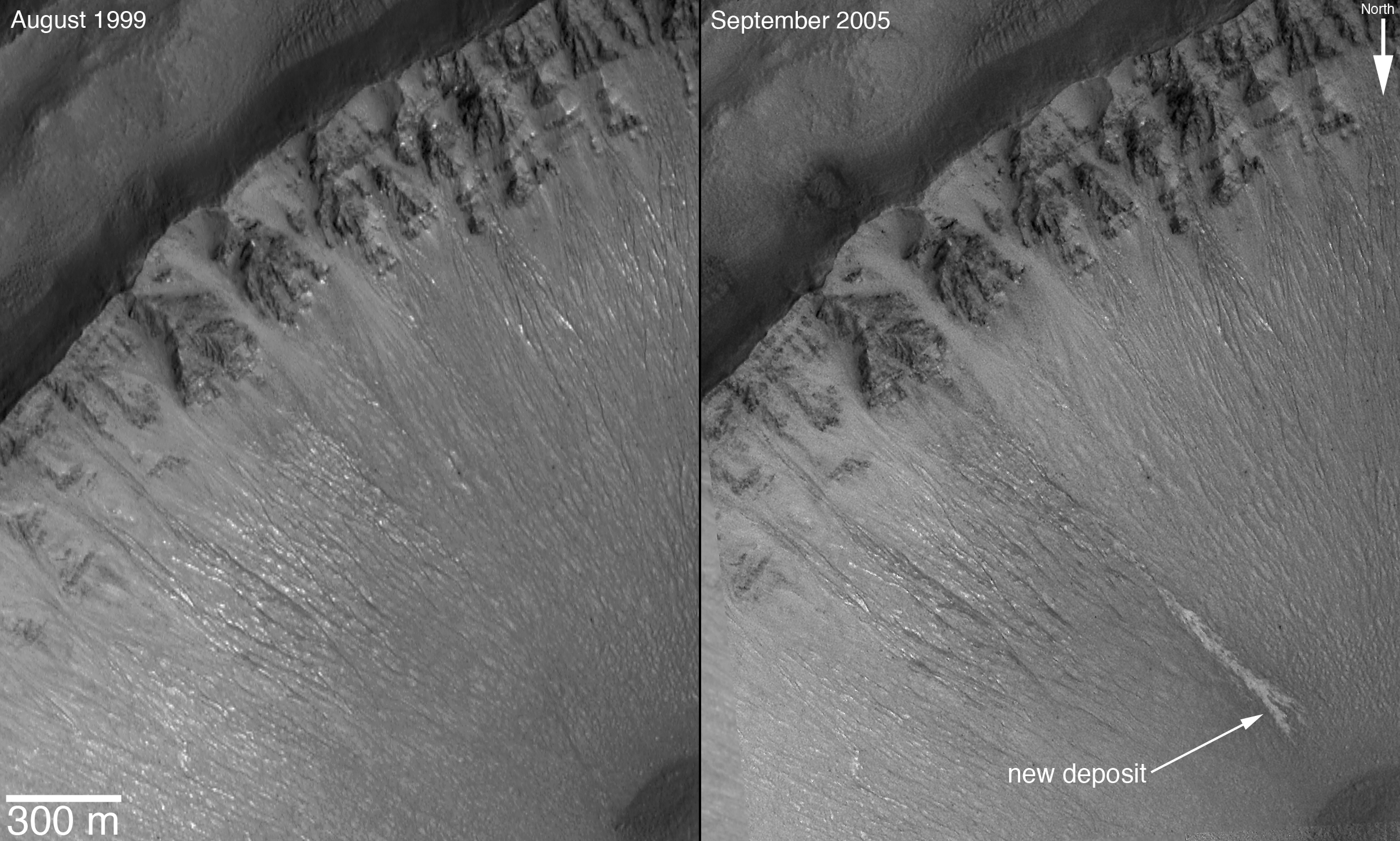

Aquest barranc situat en un cràter dels Centauri Montes no existia quan va ser fotografiat el 1999, però apareix clarament el 2005. L'aparença a simple vista a la versió ampliada és d'un escolament d'aigua líquida, encara que els científics també van apuntar la possibilitat que es tractés de diòxid de carboni, que pot comportar-se com un fluid a algunes temperatures i pressions.
Els investigadors van declarar que podia ser aigua salina, aigua amb gran quantitat de sediments o aigua àcida ja que els cabals són estrets en el seu començament i s'obren en deltes. D'acord amb Ken Edgett, l'investigador que va treballar sobre aquestes dades, la quantitat total d'aigua podria ser equivalent a unes 10-15 piscines (uns 300000 hectolitres). Les imatges de la sonda Mars Global Surveyor van confirmar la troballa.